# 杉本食肉産業
杉本食肉産業株式会社（すぎもとしょくにくさんぎょう、略称：スギモト）は、愛知県名古屋市中区栄3-1-35に本社を置く食肉加工会社およびレストランを運営する企業である。

## 概要
契約農場からの仕入れから加工そして販売までを一括して行っているのが強みとなっている。またスポーツの応援にも力を入れており、ラブリッジ名古屋や名古屋グランパス、名古屋ダイヤモンドドルフィンズなどのオフィシャルパートナーとなっている。最近では精肉の販売とレストランと業態を融合させたいわゆるグローサラント業態の店舗を鶴舞公園出店した。またかつて天皇の料理番を勤めていたシェフが監修する惣菜も販売されている。
企業理念としては「お肉で幸せと感動をお届けする。」となっており、すべての人にスギモトのお肉を食べて幸せになってほしいという思いが込められている。

## 沿革
- 1900年（明治33年）11月 ‐ 杉本弥左衛門が名古屋市中区南園町2-4にて精肉店を始める。
- 1929年（昭和4年）11月 ‐ 合資会社杉本商店を組織する。
- 1947年（昭和22年）11月7日 ‐ 杉本産業株式会社を設立し、代表取締役に杉本一市が就任する。（当時の資本金18万円）
- 1967年（昭和42年）1月 ‐ 社名を杉本食肉産業株式会社に変更する。
- 1982年（昭和57年）11月3日 ‐ 当時の代表取締役である杉本嘉範が食肉業界への貢献により黄綬褒章を受賞する。
- 2010年（平成22年）1月 ‐ 愛知県より「愛知ブランド企業」の認定を受ける。
- 2018年（平成30年）10月 ‐ 愛知畜産加工株式会社を吸収合併する。

## 店舗ブランド

### お肉の専門店スギモト
精肉をはじめお弁当や総菜まで取り扱っており、一番店舗数が多い。
その他レストランなど少数店舗でさまざまなブランドを展開している。

## 業界活動
サガミが中心となって組織している「共創 和や会」に参画しており、調達のコスト削減などについて協力を行っている。

## 事業所
- 営業本部（愛知県名古屋市昭和区緑町2-20）
- 名古屋北営業所（愛知県小牧市下小針中島3丁目218番地）
- 南部市場（愛知県名古屋市港区船見町1-39）
- スギモトデリカファクトリーギフト事業部・ SDF惣菜（愛知県名古屋市南区元塩町1-38-5）
- 豊田工場（愛知県豊田市聖心町4-5）
- 東京オフィス（東京都渋谷区初台1-51-1）
- 大阪オフィス（大阪府吹田市広芝町8-12）

## 店舗
国内外（タイ、中国）に直営小売店を31店舗展開している。また、愛知県、岐阜県、東京都には直営レストランを8店舗運営している。そのほか子会社の杉本ミートチェンがアピタを中心に直営店を14店舗展開している。

## 関連会社
- 杉本ミートチェン株式会社
- 株式会社キュルノンチュエ
- 上海梅杉食品有限公司
- 株式会社グローバルパートナーズ